# Rue Jean-Formigé
La rue Jean-Formigé est une voie située dans le 15e arrondissement de Paris, en France.

## Situation et accès
La rue Jean-Formigé est une voie publique située dans le 15e arrondissement de Paris. Elle débute rue du Docteur-Jacquemaire-Clemenceau et se termine au 21, rue Théophraste-Renaudot. Sur son côté nord, elle longe le square Saint-Lambert. Vu la date de son ouverture, 1932, elle ne possède pas de bâtiments antérieurs à 1930.

## Origine du nom
Cette rue rend en hommage à l'architecte et membre de l'Académie des Beaux-Arts, Jean Camille Formigé (1845-1926).

## Historique
La voie est ouverte sur l'emplacement de l'ancienne usine à gaz de Vaugirard et prend sa dénomination actuelle en 1932.